# Rafael de Sobremonte
Rafael de Sobremonte Núñez Castillo Angulo Bullón Ramírez de Arellano (Sevilha, Espanha, 27 de novembro de 1745 - Cádis, Espanha, 1827), III Marquês de Sobremonte, foi Vice-Rei do Rio da Prata entre 1804 e 1807;